# Melaleuca cardiophylla
Melaleuca cardiophylla är en myrtenväxtart som beskrevs av Ferdinand von Mueller. Melaleuca cardiophylla ingår i släktet Melaleuca och familjen myrtenväxter.
Artens utbredningsområde är Western Australia. Inga underarter finns listade i Catalogue of Life.